# Верхнетеченский сельсовет
Верхнете́ченский сельсовет — административно-территориальная единица и муниципальное образование  со статусом сельского поселения  в Катайском районе Курганской области Российской Федерации.
Административный центр — село Верхняя Теча.

## История
В соответствии с Законом Курганской области от 6 июля 2004 года № 419 сельсовет наделён статусом сельского поселения, включавшего первоначально 5 населённых пунктов (село Верхняя Теча и деревни Анчугово, Казанцева, Камышино, Скилягино).
Законом Курганской области от 31 октября 2018 года N 125, Лобановский сельсовет был упразднён, а его территория с 17 ноября 2018 года включена в состав Верхнетеченского сельсовета.

## Население
| 1989 | 2002  | 2010 | 2012 | 2013 | 2014 | 2015 |
| ---- | ----- | ---- | ---- | ---- | ---- | ---- |
| 1597 | ↘1318 | ↘973 | ↘933 | ↘885 | ↘843 | ↗844 |
| 2016 | 2017  | 2018 | 2019 | 2020 |      |      |
| ↗846 | ↗850  | ↘813 | ↘773 | ↗989 |      |      |

## Состав сельсовета
| № | Населённый пункт | Тип населённого пункта       | Население |
| - | ---------------- | ---------------------------- | --------- |
| 1 | Анчугово         | деревня                      | ↘199      |
| 2 | Басказык         | деревня                      | ↘55       |
| 3 | Верхняя Теча     | село, административный центр | ↘545      |
| 4 | Казанцева        | деревня                      | ↘163      |
| 5 | Камышино         | деревня                      | ↘58       |
| 6 | Лобаново         | село                         | ↘247      |
| 7 | Новая Белоярка   | деревня                      | ↘12       |
| 8 | Скилягино        | деревня                      | ↘8        |